# Macanal (kommun)
Macanal är en kommun i Colombia.   Den ligger i departementet Boyacá, i den centrala delen av landet, 90 km öster om huvudstaden Bogotá. Antalet invånare är 4 705. Arean är 200 kvadratkilometer.
Terrängen i Macanal är bergig åt sydost, men åt nordväst är den kuperad.